# Luna khina
Luna khina (in siciliano: Luna piena) è l'ottavo album in studio del gruppo musicale Agricantus.

## Tracce
Testi e musiche sono degli  Agricantus. I brani 4,5,6,7,9 sono tratti dalla colonna sonora del film Il figlio della Luna di Gianfranco Albano e prodotto dalla RAI.
1. Surya - 4:33 (Tonj Acquaviva - Rosie Wiederkehr)
2. Nichi - 4:10 (Tonj Acquaviva - Rosie Wiederkehr)
3. Pachamama - 4:36 (Mario Crispi - Rosie Wiederkehr)
4. Sarvasattva - 4:35 (Mario Crispi - Rosie Wiederkehr)
5. Imaku - 5:00 (Mario Crispi - Tonj Acquaviva - Rosie Wiederkehr)
6. Luna khina - 4:28 (Tonj Acquaviva)
7. Talia - 4:32 (Tonj Acquaviva - Rosie Wiederkehr)
8. Anelito - 4:56 (Mario Crispi - Rosie Wiederkehr)
9. Mater lunae - 1:39 (Mario Crispi - Rosie Wiederkehr)
10. Luna a mmari - 3:47 (Mario Crispi - Rosie Wiederkehr)
11. Nenti cchiù - 4:03 (Tonj Acquaviva - Mario Crispi)
12. Mu 'nsunnai - 4:50 (Tonj Acquaviva)
13. Imaku radio version 4:09 (Tonj Acquaviva - Mario Crispi - Rosie Wiederkehr)